# Rangaku

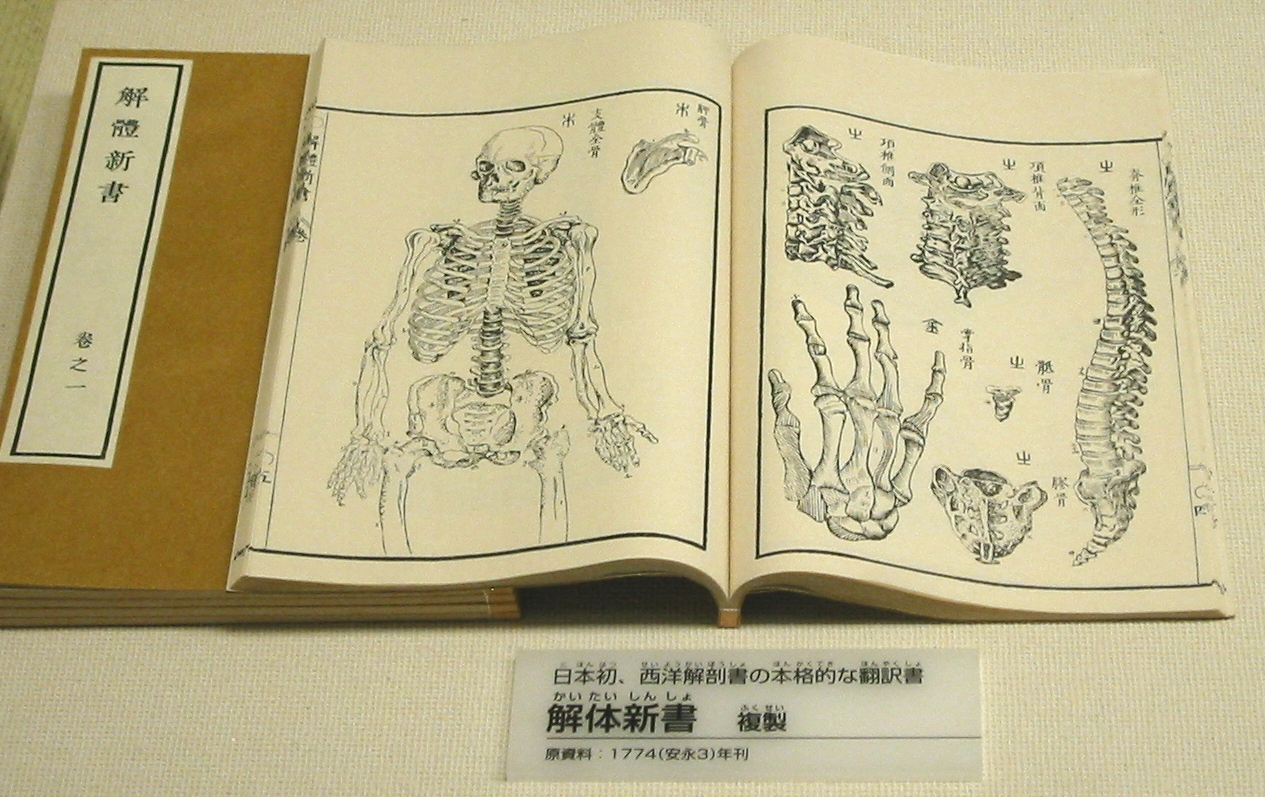
Primer tractat d'anatomia occidental al Japó, publicat el 1774, un exemple de "Rangaku".

El rangaku (蘭学, Observació dels neerlandesos i estudi del neerlandès) va ser el mètode pel qual el Japó es va mantenir al corrent de la tecnologia i medicina occidentals, en el període de la seva història quan va estar tancat als estrangers, 1641 - 1853, a causa de la política de shogunat Tokugawa d'aïllament nacional (sakoku).
La petita colònia de comerciants neerlandesos de Dejima a Nagasaki van ser els únics estrangers tolerats durant aquest període, i els seus moviments eren curosament observats i estrictament controlats. El Rangaku va quedar obsolet quan el Japó es va obrir al món exterior en el període Bakumatsu, 1853 - 1867 i que els estudiants començaven viatjar a l'estranger, i treballar en altres països (o-yatoi gaikokujin). Després van acudir al Japó a ensenyar i assessorar en un gran nombre, un fet que conduí el país a una modernització sense precedents.